# Khuldabad
Khuldabad (o Khultabad) è una città dell'India di 12.794 abitanti, situata nel distretto di Aurangabad, nello stato federato del Maharashtra. In base al numero di abitanti la città rientra nella classe IV (da 10.000 a 19.999 persone).

## Geografia fisica
La città è situata a 20° 3' 0 N e 75° 10' 60 E e ha un'altitudine di 856 m s.l.m..

## Società

### Evoluzione demografica
Al censimento del 2001 la popolazione di Khuldabad assommava a 12.794 persone, delle quali 6.637 maschi e 6.157 femmine. I bambini di età inferiore o uguale ai sei anni assommavano a 2.009, dei quali 1.070 maschi e 939 femmine. Infine, coloro che erano in grado di saper almeno leggere e scrivere erano 8.235, dei quali 4.761 maschi e 3.474 femmine.

## Storia
La cittadina ha una grande importanza sia dal punto di vista religioso che anche da quello politico. Infatti a partire dal XIII secolo sorsero numerose dargah di santi sufi musulmani. La località raggiunse una fama ed importanza tale che anche numerosi regnanti, tra cui anche Aurangzeb, il grande imperatore dell'Impero Mogul.

## Luoghi di interesse

### Alamgir Dargah
L'ʿĀlamgīr Dargah è il mausoleo del "santo" musulmano Sayyid Zayn al-Dīn Shīrāzī, morto nel 1370 (anno 771 del calendario islamico).